# Пуертољано
Пуертољано (шп. Puertollano) град је у Шпанији у аутономној заједници Кастиља-Ла Манча у покрајини Сијудад Реал. Према процени из 2008. у граду је живело 51.305 становника.

## Становништво
Према процени, у граду је 2008. живело 51.305 становника.
| 1981.  | 1991.  | 2001.  |
| ------ | ------ | ------ |
| 50.190 | 50.910 | 48.086 |

## Партнерски градови
- Pouzauges